# Carmen Kotarski
Carmen Kotarski (* 4. Juli 1949 in Mannheim) ist eine deutsche Schriftstellerin und Schauspielerin.

## Leben und Werk
Carmen Kotarski ist Verfasserin von Kurzprosa, Essays und Gedichten, die im Hörfunk (NDR, ORF, SDR, SWF), in Anthologien und Literaturzeitschriften (z. B. Am Erker, außer.dem, die horen, Matrix, Orte) veröffentlicht wurden. Im Internet führte sie einen poetischen Dialog mit Reinhard Döhl. Kotarski, die Mitglied im Verband deutscher Schriftsteller (VS) ist und für diesen Workshops durchführt, war auch journalistisch tätig und schrieb unter anderem für das Feuilleton des Süddeutschen Rundfunks.
Als Schauspielerin wirkte Carmen Kotarski in dem Film Zufall, alles Zufall oder Die vertagte Hochzeitsnacht (1972) mit. Darüber hinaus war sie als Lehrbeauftragte an Schauspielabteilungen von Musikhochschulen tätig. Sie trat im Rahmen der Proteste gegen Stuttgart 21 auf der Veranstaltung Kultur gegen Zerstörung im Rosensteinpark auf.
Carmen Kotarski lebt in Stuttgart.

## Einzeltitel
- Ich war eine insgeheime Person. Verlag Reiner Brouwer, Stuttgart 1999, ISBN 3-925286-25-X.
- Hans und Maria. Fragment in neun Teilen. VHS-Press, Esslingen 1991, ISBN 3-926244-03-8.
- Spanisches ABC. Gedichte. Flugasche Verlag, Stuttgart 1989, ISBN 3-925186-11-X.
- Eurydike und die Wölfe. Winterhueter-Verlag, Stuttgart 1978, ISBN 3-921788-04-8.
- Wolfsgedichte. Winterhueter-Verlag, Stuttgart 1978, ISBN 3-921788-02-1.
- Rings ums Schneckenhaus. Winterhueter-Verlag, Stuttgart 1976, DNB 770123473.

## Auszeichnungen
- 2010: 2. Preis Irseer Pegasus[6]
- 1988: Thaddäus-Troll-Preis[7]
- 1987: Reisestipendium des Förderkreises deutscher Schriftsteller in Baden-Württemberg[8]
- 1985: Stipendium der Kunststiftung Baden-Württemberg[9]